# 2026 год в спорте
Список 2026 год в спорте описывает спортивные события 2026 года.

## События

### Январь
- 9—11 января — чемпионат Европы по конькобежному спорту ( Томашув-Мазовецки, Польша)[1].
- 12—18 января — чемпионат мира по хоккею с мячом ( Пори, Финляндия)[2].

### Февраль
- 6—22 февраля — зимние Олимпийские игры ( Милан и Кортина-д’Ампеццо, Италия)[3].

### Март
- 5—8 марта — чемпионат мира в классическом и в спринтерском многоборье ( Херенвен, Нидерланды)[4].

### Май
- 15—31 мая — 89-й чемпионат мира по хоккею с шайбой (  Цюрих и Фрибург, Швейцария)[5].